# دختران (فیلم ۱۹۶۸)
دختران (سوئدی: Flickorna) فیلمی به کارگردانی مای زترلینگ است که در سال ۱۹۶۸ منتشر شد.
از بازیگران آن می‌توان به بیبی آندرسون، هریت آندرسون، ارلاند یوسفسن و گونار بیورنستراند اشاره کرد.